# Statsoperaen i Prag
Statsoperaen i Prag åbnede 5. januar 1888 som den tyske scene i Prag med opførelsen af Richard Wagners Mestersangerne i Nürnberg.